# رام کردن زن سرکش (فیلم ۱۹۲۹)
رام کردن زن سرکش (انگلیسی: The Taming of the Shrew) فیلمی در ژانر کمدی رمانتیک به کارگردانی سام تیلور است که در سال ۱۹۲۹ منتشر شد. از بازیگران آن می‌توان به داگلاس فربنکس، مری پیکفورد، دوروتی جوردن و ادوین ماکسول اشاره کرد.